# Acanthopsychops triaina
Acanthopsychops triaina — викопний вид сітчастокрилих комах родини Psychopsidae, що існував у крейдовому періоді (99 млн років тому). Відомий з решток личинки першої стадії (німфи), що знайдена у бірманському бурштині.